# Jean-Joseph Bouvier
Jean-Joseph Bouvier (1730-1806) fue un historiador, educador, religioso, escritor y filólogo de Francia, conocido como "abad Lionnois", autor de diversas obras educativas. Fue un paciente investigador de los anales y publica compilaciónes útiles con el título Historia de Nancy.

## Biografía
Bouvier era un sacerdote nacido en Nancy de un padre originario de Lyon, antiguo director del colegio de la universidad y decano de la facultad de artes de Nancy, quien consagra su vida a la instrucción pública. En 1761 establece un internado que atrajo un gran número de alumnos para los que redactó diversos tratados elementales que publica separadamente y que reúne posteriormente en 1764 en una obra intitulada <<Curso de estudios>> y en 1766 publica tablas históricas, genealógicas y geográficas conteniendo la historia de los pueblos de Dios, de Egipto, de Asiria, ect,, de Francia, de Lorena (Francia), de Austria.
Durante la supresión de la Compañía de Jesús que sucedió en Lorena después de la muerte del rey Estanislao I de Leszczynski, duque de Lorena, Bouvier que había recibido el sacramento del orden, fue nombrado director de la nueva universidad establecida en Nancy, manteniendo el gusto por los buenos estudios e introdujo nuevos métodos para la enseñanza de la historia y de la geografía, y se retira en 1777 con una pensión de 1.600 libras. Bouvier resalta por su esfuerzo publicando trabajos sobre mitología, geografía, poética, de la lengua latina, una excelente traducción de un breviario de la antigua diócesis de Toul, una historia profana, una obra explicativa de la fábula para entender jeroglíficos egipcios y escritos elementales y diversas parte de la teología que revelan su inclinación por la lógica de Port Royal, y un catecismo adoptado por la diócesis de Nancy, y aunque su historia no sigue ningún plan esta llena de cosas curiosas y datos precisos, y sus obras divulgan profundas investigaciones y llena de circunstancias donde brilla el amor por su tierra.

## Obras
- Cours d'etudes, Nancy, 1764, in-4º.
- Tableaux historiques, généalogiques et géographiques contenant l'histoire du peuple de Dieu,..., Nancy, 1766.
- Histoire de France,..., 1767.
- Traite de la mythologie ou de l'histoire poetique, Nancy, 1768.
- Maison de Raigecourt,...., Nancy, 1777.
- Maison de Saintignon, Nancy, 1778.
- Essais sur la ville de Nancy, dedies a Charles-Alexandre de Lorraine, La Haye, 1779, in-8º, con planos
- Traite de la mythologie, Nancy, 1788.
- Atlas historique, 1804.
- Explication de la fable,...., Barrau, 1804
- Histoire des villes vieille de Nancy,...., Nancy, 1804-1811, 3 vols. in-8º.
- Principes du blason
- Cours d'histoire a l'usage des jeunes gens de qualite, Nancy, in-4º.
- Otras